# Insidious
Insidious (La noche del demonio en Hispanoamérica) es una película de terror sobrenatural de 2010 dirigida por James Wan, escrita por Leigh Whannell, y protagonizada por Patrick Wilson, Rose Byrne, y Barbara Hershey. Es la primera entrega de la franquicia Insidious, y la tercera en términos de la cronología de la serie. La historia se centra en una pareja cuyo hijo inexplicablemente entra en estado de coma y se convierte en un recipiente para fantasmas en una dimensión astral que quieren habitar su cuerpo. La película se estrenó en los cines el 1 de abril de 2011 y fue el primer lanzamiento en cines de FilmDistrict. Fue seguida por dos secuelas, Chapter 2 (2013) y The Red Door (2023), además de dos precuelas, Chapter 3 (2015) y The Last Key (2018).

## Argumento
En 2010, Renai y Josh Lambert se han mudado recientemente a una nueva casa con sus tres hijos. Una mañana, Renai comienza a mirar un álbum familiar de fotos con su hijo, Dalton. Él pregunta por qué no hay fotos de su padre cuando él era un niño. Renai le explica que él siempre ha sido tímido ante la cámara. Mientras conversan, Dalton le dice a su madre que tiene miedo de su nueva habitación. Un día, Dalton escucha algo en el desván, decide ir a investigar sube por una escalera a encender la luz, pero observa algo que lo asusta y cae cuando se rompe la escalera. Al día siguiente, Josh va a despertar a Dalton para ir a la escuela, pero él no se mueve. Sus padres lo llevan de prisa al hospital donde los médicos dicen que está en un inexplicable estado de coma.
Tres meses después, Dalton es trasladado a su casa, todavía en estado de coma. Renai cree que la casa está encantada cuando ella comienza a ver y escuchar a gente en la casa. Ella le cuenta a Josh acerca de los acontecimientos y la familia pronto se traslada a casa de la madre de Josh. En la casa nueva, estos eventos vuelven a ocurrir y cada vez más violentos y sobrenaturales. La madre de Josh, Lorraine, dice que también puede ver gente en la casa y que soñó que se encontraba en la casa nueva y que vio a un ser de pie en el cuarto de Dalton, el cual tenía el cuerpo negro, garras en lugar de dedos y pezuñas en lugar de pies. Ella le preguntó qué quería y él dijo que a Dalton. Cuando la madre de Josh mira a su hijo, observa que detrás de él está la cara roja de un demonio. Tras esto, escuchan un estruendo en la habitación de Dalton, que se encuentra desordenada.
Lorraine hace contacto con una amiga, Elise Reiner, que se ocupa de actividades paranormales. La familia, Elise y su equipo entran en la habitación de Dalton. Allí, ella ve y describe una figura a uno de sus dos ayudantes, que dibuja una figura de negro con la cara roja y ojos huecos. Elise explica a Renai y a Josh que Dalton no está en coma y que tiene la habilidad de hacer proyección astral durante el sueño, pero se ha extraviado demasiado lejos para encontrar su camino de regreso a su cuerpo físico. Josh demuestra escepticismo e inconformidad al principio por la situación. Sin embargo, Josh le cree a Elise cuando descubre que Dalton había estado dibujando imágenes que se asemejan a la figura demoníaca que ella había descrito. Elise y Lorraine muestran a la pareja que Josh también puede hacer proyección astral, y debido a esto fue aterrorizado por un espíritu terrible durante su infancia. Lorraine les muestra fotos de la infancia de Josh, que revelan al espíritu de una anciana cerca de él (aquí se revela que tanto la anciana en las fotos como Josh cuando era niño, son las personas que aparecen al inicio del film). 
Elise sugiere que Josh debe utilizar su habilidad para encontrar y ayudar a devolver el alma de Dalton. Josh está de acuerdo y hace la proyección astral. Guiados por Elise, Josh encuentra y libera a su hijo, capturado y retenido por el demonio con la cara roja. En la búsqueda de sus cuerpos físicos, Josh y Dalton logran huir del demonio que les persigue. Justo antes de despertar a los dos, Josh se enfrenta a la anciana que parece estar en su casa, junto con varios otros espíritus. Gritando que él no tiene miedo de ella, se refugia en la casa. Josh despierta, al igual que Dalton.
Más tarde, Dalton, Renai, y Lorraine están comiendo en la cocina. En otra habitación, mientras Elise empaca su equipo, Josh le entrega las fotos de su infancia y dice que ya no las necesita. Elise nota algo extraño de Josh, así que coge una cámara y le toma una foto. De repente, Josh entra en cólera y estrangula a Elise hasta matarla. Renai oye el ruido, corre a la habitación y encuentra el cuerpo de Elise. Ella llama a Josh, pero no recibe ninguna respuesta. Renai ve la cámara con la que Elise le tomó la foto a Josh y en vez de ver a su esposo, ve la imagen de la anciana, lo que implica que ha sido poseído por ella. En ese momento, Josh está justo detrás de ella y la agarra del hombro y cuando la noche del demonio.

## Elenco y personajes
- Patrick Wilson como Josh Lambert.
  - Josh Feldman como Josh de joven.
- Rose Byrne como Renai Lambert.
- Lin Shaye como Elise Rainier.
- Ty Simpkins como Dalton Lambert.
- Barbara Hershey como Lorraine Lambert.
- Leigh Whannell como Steven "Specs".
- Angus Sampson como Tucker.
- Andrew Astor como Foster Lambert.
- Heather Tocquigny como la enfermera Kelly.
- Corbett Tuck como la enfermera Adele.
- Ruben Pla como el doctor Sercarz.
- John Henry Binder como el padre Martin.

## Producción
El guion está escrito por Leigh Whannell, y la película está dirigida por James Wan. La película se rodó en Los Ángeles a principios de 2010. En un principio se tituló The Further, nombre que luego fue cambiado a The Astral para posteriormente cambiarlo al definitivo Insidious. Fue estrenada en el Festival Internacional de cine de Toronto.

## Recepción

### Taquilla
La película recaudó $13.271.464 en su primer fin de semana en Estados Unidos.
La película recaudó $54.009.150 en la taquilla estadounidense y $43 000 000 en la taquilla extranjera, recaudando así un total de $97.009.150 mundialmente.

### Crítica
La película recibió reseñas mixtas y generalmente positivas por parte de la crítica y de la audiencia. En el portal de internet Rotten Tomatoes, la película posee una aprobación de 66%, basada en 168 reseñas, con una puntuación de 6.0/10 por parte de la crítica y con un consenso que dice «Dejando de lado a un acto final tembloroso, Insidious es un muy aterrador y muy divertido paseo de casa embrujada», mientras que de parte de la audiencia tiene una aprobación de 62% basada en 129 594 votos y con una puntuación de 3.5/5.
La página Metacritic le ha dado a la película una puntuación de 52 de 100, basada en 30 reseñas, indicando "reseñas mixtas". Las audiencias de CinemaScore le han dado una puntuación de "B" en una escala de A+ a F, mientras que en el sitio IMDb los usuarios le han dado una puntuación de 6.8/10, sobre la base de más de 208 000 votos. En SensaCine ha recibido una aprobación de 3.5/5.

## Secuela
El director James Wan y el guionista Leigh Whannell, que trabajaron en la primera película, volvieron a trabajar en la secuela. Este filme contó con el reparto original incluyendo a Patrick Wilson, Rose Byrne, Ty Simpkins y Barbara Hershey. En Insidious Chapter 2, la familia Lambert intenta descubrir el oscuro secreto que les ha dejado conectados con el peligroso mundo de los espíritus. El film estaba previsto ser estrenado el 31 de agosto de 2013 pero finalmente se estrenó en Estados Unidos el viernes 13 de septiembre de 2013.
Posteriormente se ha realizado en 2015 “Insidious: Chapter 3” en esta ocasión con James Wan como productor, encargando la dirección a Leigh Whannell, más tarde en 2018 se ha estrenado “Insidious: The Last Key” repitiendo roles tanto James Wan como Leigh Whannell.